# Municipio de Freeman (Dakota del Norte)
El municipio de Freeman (en inglés: Freeman Township) es un municipio ubicado en el condado de Richland en el estado estadounidense de Dakota del Norte. En el año 2010 tenía una población de 40 habitantes y una densidad poblacional de 0,43 personas por km².

## Geografía
El municipio de Freeman se encuentra ubicado en las coordenadas 46°24′47″N 97°13′4″O / 46.41306, -97.21778. Según la Oficina del Censo de los Estados Unidos, el municipio tiene una superficie total de 92.92 km², de la cual 92,92 km² corresponden a tierra firme y (0 %) 0 km² es agua.

## Demografía
Según el censo de 2010, había 40 personas residiendo en el municipio de Freeman. La densidad de población era de 0,43 hab./km². De los 40 habitantes, el municipio de Freeman estaba compuesto por el 100 % blancos. Del total de la población el 0 % eran hispanos o latinos de cualquier raza.